# Славата, Ян Карел Яхим
Ян Карел Яхим Славата из Хлума и Кошумберка (чеш. Jan Karel Jáchym Slavata z Chlumu a Košumberka; 13 января 1641 — 21 июля 1712, Рим, Папская область) — чешский аристократ, последний представитель рода Слават мужского пола. Генеральный настоятель ордена босых кармелитов в 1680—1712 годах.

## Биография
Ян Карел Яхим Славата родился в 1641 году и стал четвёртым и последним сыном Яхима Ольдржиха Славаты из Хлума и Кошумберка и его жены Марии Франциски фон Меггау. Он окончил иезуитский коллегиум в Йиндржихув-Градеце, в 1654—1657 годах воспитывался вместе с будущим императором Леопольдом. В 1658—1659 годах Славата изучал философию в Ингольштадте, затем поступил на юридический факультет Лёвенского университета.
Славата обручился с Кларой фон Аттемс, но позже помолвка была расторгнута. В начале 1660-х годов Ян Карел Яхим отправился в образовательное путешествие и в Италии вступил в орден босых кармелитов. В 1663 году он был рукоположен в сан священника. Некоторое время Славата жил в Италии (в монастырях Санта-Мария-делла-Скала и Трастевере в Риме и Санти-Сильвестро-и-Тереза в Капрароле), в 1671 году вернулся в Чехию и стал настоятелем монастыря в пражской Мала-Стране. Генеральный капитул ордена восемь раз избирал его на высшие посты, каждый раз на трёхлетний срок. Это были должности генерального прокуратора (1674, 1677, 1692, 1698), генерального дефинитора (1689, 1701, 1707) и генерального настоятеля (1680, Славата стал первым чехом на этом посту).
Ни один из старших братьев Славаты не оставил сыновей. После смерти в 1691 году последнего из них, Франтишека Леопольда Вилема, семейный фидеикомисс, включавший обширные земли в Чехии, должен был достаться Яну Карелу Яхиму, но он отказался от наследства, так как предпочёл остаться в ордене. Достояние Слават, оценённое в 1 751 980 золотых, было поделено на пять частей между его сёстрами и племянниками по женской линии.
Ян Карел Яхим Славата умер 21 января 1712 года в Риме и был похоронен в церкви святого Панкратия. Он стал последним мужчиной из рода Слават.